# Боннерс-Феррі (Айдахо)
Боннерс-Феррі (англ. Bonners Ferry) — місто в штаті Айдахо, США. Окружний центр округу Баундері. За даними перепису 2010 року, населення становило 2 543 особи.

## Географія
Боннерс-Феррі розташований за координатами 48°41′34″ пн. ш. 116°19′1″ зх. д. / 48.69278° пн. ш. 116.31694° зх. д. (48.692812, -116.316832).  За даними Бюро перепису населення США в 2010 році місто мало площу 6,76 км², з яких 6,32 км² — суходіл та 0,43 км² — водойми.

### Клімат
| Клімат : Боннерс-Феррі             | Клімат : Боннерс-Феррі | Клімат : Боннерс-Феррі | Клімат : Боннерс-Феррі | Клімат : Боннерс-Феррі | Клімат : Боннерс-Феррі | Клімат : Боннерс-Феррі | Клімат : Боннерс-Феррі | Клімат : Боннерс-Феррі | Клімат : Боннерс-Феррі | Клімат : Боннерс-Феррі | Клімат : Боннерс-Феррі | Клімат : Боннерс-Феррі | Клімат : Боннерс-Феррі |
| Показник                           | Січ.                   | Лют.                   | Бер.                   | Квіт.                  | Трав.                  | Черв.                  | Лип.                   | Серп.                  | Вер.                   | Жовт.                  | Лист.                  | Груд.                  | Рік                    |
| Абсолютний максимум, °C            | 12,8                   | 16,1                   | 21,7                   | 31,7                   | 35,0                   | 40,6                   | 40,0                   | 38,3                   | 36,1                   | 28,9                   | 19,4                   | 13,3                   | 40,6                   |
| Середній максимум, °C              | 0,7                    | 4,0                    | 9,7                    | 15,8                   | 20,7                   | 24,4                   | 28,4                   | 28,6                   | 22,4                   | 14,1                   | 5,2                    | 0,8                    | 14,6                   |
| Середній мінімум, °C               | −6,4                   | −4,3                   | −1,6                   | 1,5                    | 5,3                    | 8,7                    | 10,4                   | 10,0                   | 5,5                    | 1,2                    | −1,9                   | −5,5                   | 1,9                    |
| Абсолютний мінімум, °C             | −33,9                  | −31,7                  | −24,4                  | −11,1                  | −8,3                   | −0,6                   | 0,0                    | −2,2                   | −9,4                   | −11,7                  | −25                    | −36,1                  | −36,1                  |
| Норма опадів, мм                   | 69                     | 45                     | 38                     | 36                     | 45                     | 41                     | 26                     | 27                     | 29                     | 41                     | 77                     | 74                     | 548                    |
| Днів з опадами                     | 12,6                   | 10,6                   | 9,7                    | 9,2                    | 11,0                   | 10,0                   | 7,0                    | 6,0                    | 7,0                    | 9,4                    | 13,8                   | 14,4                   | 120,7                  |
| Днів зі снігом                     | 7,8                    | 4,9                    | 2,0                    | 0,3                    | 0                      | 0                      | 0                      | 0                      | 0                      | 0,4                    | 3,5                    | 9,0                    | 27,9                   |
| ---------------------------------- | ---------------------- | ---------------------- | ---------------------- | ---------------------- | ---------------------- | ---------------------- | ---------------------- | ---------------------- | ---------------------- | ---------------------- | ---------------------- | ---------------------- | ---------------------- |
| Джерело: NOAA (normals, 1971–2000) |                        |                        |                        |                        |                        |                        |                        |                        |                        |                        |                        |                        |                        |

## Демографія

### Перепис 2010 року
Згідно з переписом 2010 року, у місті проживало 2 543 осіб у 1 117 домогосподарствах у складі 631 родин. Густота населення становила 402,4 особи/км². Було 1 254 помешкання, середня густота яких становила 198,4/км². Расовий склад міста: 94,3% білих, 0,2% афроамериканців, 2,0% індіанців, 0,6% азіатів, 0,2% тихоокеанських остров'ян, 0,5% інших рас, а також 2,2% людей, які зараховують себе до двох або більше рас. Іспанці і латиноамериканці незалежно від раси становили 4,7% населення.
Із 1 117 домогосподарств 27,6% мали дітей віком до 18 років, які жили з батьками; 39,1% були подружжями, які жили разом; 12,5% мали господиню без чоловіка; 4,8% мали господаря без дружини і 43,5% не були родинами. 38,6% домогосподарств складалися з однієї особи, у тому числі 20% віком 65 і більше років. В середньому на домогосподарство припадало 2,22 мешканця, а середній розмір родини становив 2,91 особи.
Середній вік жителів міста становив 41,9 року. Із них 23,7% були віком до 18 років; 7,5% — від 18 до 24; 21,9% від 25 до 44; 27,4% від 45 до 64 і 19,5% — 65 років або старші. Статевий склад населення: 48,0% — чоловіки і 52,0% — жінки.
Середній дохід на одне домашнє господарство  становив 41 967 доларів США (медіана — 31 715), а середній дохід на одну сім'ю — 56 924 долари (медіана — 47 866). За межею бідності перебувало 13,5 % осіб, у тому числі 12,8 % дітей у віці до 18 років та 8,5 % осіб у віці 65 років та старших.
Цивільне працевлаштоване населення становило 1049 осіб. Основні галузі зайнятості: освіта, охорона здоров'я та соціальна допомога — 24,9 %, виробництво — 13,7 %, мистецтво, розваги та відпочинок — 9,6 %, роздрібна торгівля — 9,0 %.

### Перепис 2000 року
Згідно з переписом 2000 року, у місті проживало 2 515 осіб у 1 027 домогосподарствах у складі 650 родин. Густота населення становила 458,0 особи/км². Було 1 120 помешкань, середня густота яких становила 204,0/км². Расовий склад міста: 95,67% білих, 0,04% афроамериканців, 1,59% індіанців, 0,52% азіатів, 1,31% інших рас і 0,87% людей, які зараховують себе до двох або більше рас. Іспанці та латиноамериканці незалежно від раси становили 4,29% населення.
Із 1 027 домогосподарств 31,7% мали дітей віком до 18 років, які жили з батьками; 48,0% були подружжями, які жили разом; 11,2% мали господиню без чоловіка, і 36,7% не були родинами. 32,9% домогосподарств складалися з однієї особи, у тому числі 15,5% віком 65 і більше років. В середньому на домогосподарство припадало 2,37 мешканця, а середній розмір родини становив 3,00 особи.
Віковий склад населення: 26,9% віком до 18 років, 8,2% від 18 до 24, 24,5% від 25 до 44, 21,3% від 45 до 64 і 19,1% років і старші. Середній вік жителів — 39 років. Статевий склад населення: 48,1 % — чоловіки і 51,9 % — жінки.
Середній дохід домогосподарств у місті становив US$24 509, родин — $35 237. Середній дохід чоловіків становив $28 558 проти $16 776 у жінок. Дохід на душу населення в місті був $13 343. Близько 17,3% родин і 20,0% населення перебували за межею бідності, включаючи 28,6% віком до 18 років і 10,9% від 65 і старших.